# Orlando Aravena
Pour les articles homonymes, voir Aravena.
Orlando Enrique Aravena Vergara, né le 21 octobre 1942 à Talca au Chili et mort le 21 mars 2024 à Santiago, est un footballeur international chilien, dévolu au poste de milieu de terrain, avant de devenir entraîneur.

## Biographie

### Carrière de joueur

#### Carrière en sélection
Avec l'équipe du Chili, Orlando Aravena dispute 6 matchs (pour aucun but inscrit) entre 1964 et 1965.

## Palmarès
Chili
- Copa América :
  - Finaliste : 1987.